# Сърпоклюна райска птица
Сърпоклюната райска птица (Drepanornis bruijnii) е вид птица от семейство Райски птици (Paradisaeidae). Видът е почти застрашен от изчезване.

## Разпространение и местообитание
Разпространен е в Индонезия и Папуа Нова Гвинея.